# Bron
Bron este un oraș în Franța, în departamentul Rhône, în regiunea Ron-Alpi. Orașul face parte din aglomerația Grand Lyon. 
1. ↑  répertoire géographique des communes, accesat în 26 octombrie 2015
2. ↑  dataset of postal codes in France, 1 octombrie 2018